# Arenillas (Spanien)
Arenillas ist ein Ort und eine kleine nordspanische Gemeinde (municipio) mit nur 42 Einwohnern (Stand: 2024) in der Provinz Soria in der Autonomen Gemeinschaft Kastilien-León. Zur Gemeinde gehören auch die Wüstungen Villaseca und Tejarejo.

## Lage
Der Ort Arenillas liegt knapp 58 km (Fahrtstrecke) südwestlich der Provinzhauptstadt Soria in einer Höhe von ca. 1095 m. Das Klima im Winter ist kühl, im Sommer dagegen durchaus warm; die eher geringen Niederschläge (ca. 505 mm/Jahr) fallen – mit Ausnahme der eher regenarmen Sommermonate – verteilt übers ganze Jahr.

## Bevölkerungsentwicklung
| Jahr      | 1970 | 1981 | 1991 | 2001 | 2011 | 2021 |
| Einwohner | 110  | 59   | 51   | 42   | 34   | 47   |

Der deutliche Bevölkerungsrückgang im 20. Jahrhundert ist im Wesentlichen auf die Mechanisierung der Landwirtschaft und den damit einhergehenden Verlust an Arbeitsplätzen zurückzuführen.

## Sehenswürdigkeiten
- Zyprianus-und-Justina-Kirche
- Martinskapelle